# Edge of Reality
Edge of Reality, Ltd. fue un desarrollador de videojuegos estadounidense fundado en 1998 con sede en Austin, Texas, que desarrolló videojuegos para las consolas Nintendo 64, GameCube, PlayStation 2 y Xbox. También tenía juegos en desarrollo para consolas PlayStation 3 y Xbox 360. Era mayormente conocido por realizar las portaciones para Nintendo 64 de los tres primeros juegos de Tony Hawk.
La empresa contaba con dos equipos de desarrollo, uno de los cuales trabajaba en licencias y estableció franquicias, mientras que el otro trabajaba en juegos completamente originales. La compañía solo desarrolló dos juegos a la vez, uno con cada estudio, sintiendo que «cualquier otra cosa pondría en peligro nuestro enfoque y, por tanto, la calidad de nuestro estudio».

## Historia
Edge of Reality fue fundada en 1998 por Rob Cohen, el programador principal de Turok: Dinosaur Hunter en Iguana Entertainment y Mike Panoff de Paradigm Entertainment. La compañía comenzó desarrollando puertos para Nintendo 64 de juegos exitosos en otros sistemas, incluyendo la serie Tony Hawk's Pro Skater. Tras la estabilidad que le proporcionó el éxito de los puertos, la empresa se dedicó a desarrollar sus propios juegos originales en múltiples plataformas, incluyendo Pitfall: The Lost Expedition y Loadout.

## Juegos desarrollados
| 2004      | Pitfall: The Lost Expedition         | Activision    | Sí | Sí | Sí | Sí | Sí | Sí | No | No | No | No | No | No |
| 2004      | Shark Tale                           | Activision    | Sí | Sí | No | Sí | No | No | No | No | No | No | No | No |
| 2006      | Over the Hedge                       | Activision    | Sí | Sí | Sí | Sí | No | No | No | No | No | No | No | No |
| 2008      | The Incredible Hulk                  | Sega          | Sí | No | Sí | No | Sí | Sí | Sí | Sí | No | No | No | No |
| 2014      | Loadout                              | Autopublicado | No | No | Sí | No | No | No | No | No | No | No | Sí | No |
| 2014      | Transformers: Rise of the Dark Spark | Activision    | No | No | Sí | No | No | No | Sí | Sí | Sí | Sí | Sí | Sí |
| Cancelado | Cipher Complex                       | Sega          | No | No | Sí | No | No | No | No | Sí | Sí | No | No | No |

## Ports
| Año  | Título                   | Plataformas                   |
| ---- | ------------------------ | ----------------------------- |
| 1999 | Monster Truck Madness 64 | Nintendo 64                   |
| 2000 | Spider-Man               | Nintendo 64                   |
| 2000 | Tony Hawk's Pro Skater   | Nintendo 64                   |
| 2001 | Tony Hawk's Pro Skater 2 | Nintendo 64                   |
| 2002 | Tony Hawk's Pro Skater 3 | Nintendo 64                   |
| 2003 | The Sims                 | Gamecube, PlayStation 2, Xbox |
| 2009 | Dragon Age: Origins      | PlayStation 3, Xbox 360       |
| 2011 | The Sims 3: Pets         | PlayStation 3, Xbox 360       |
| 2012 | Mass Effect              | PlayStation 3                 |